# Pilar Ginés Blánquez
Pilar Ginés Blánquez  (Zaragoza, 1894-Zaragoza, 1975) fue una escritora, articulista, política y dramaturga aragonesa ligada al socialismo, comprometida con el feminismo y represaliada tras la sublevación militar de 1936 en España.

## Biografía
Nació el 12 de septiembre de 1894 en Zaragoza. Su padre regentaba varias pastelerías en la ciudad, una de ellas en la calle Don Jaime I. Era la tercera de cuatro hermanos, dos varones, Francisco y Vicente, y la pequeña, Aurora. En su infancia sufrió una herida que se agravó y resultó en la amputación de uno de sus antebrazos cuando tenía 18 años. A causa de lo que se consideró una minusvalía le fue denegado el acceso a la Escuela Normal de Magisterio, por lo que tuvo que renunciar a su vocación de ser maestra.
Desde muy joven comenzó a desenvolverse en los círculos intelectuales y políticos de la capital aragonesa. En octubre de 1915 publicó su primer artículo, con el seudónimo de Almina, en el semanario El Ideal de Aragón, órgano de propaganda del Partido Republicano Autónomo Aragonés entre 1915 y 1920, con el que colaboraría durante cuatro años.
En 1914 se casó con Venancio Sarría Simón, fundador y director de El Ideal de Aragón en el que ella escribía, y uno de los personajes más destacados del republicanismo de Aragón hasta la Guerra civil.
Fruto de su matrimonio nacieron dos hijos: Alicia y Miguel Ángel. Dos de las hijas de Alicia, Pilar Guillermina y Antonia, se hicieron posteriormente famosas en España en los años sesenta como Pili y Mili.
Fue amiga de María Domínguez Remón, la que después sería primera alcaldesa española durante la Segunda República Española, a la que le prestó dinero y facilitó las medicinas y los alimentos que precisó durante la epidemia de la llamada gripe española que asoló Zaragoza en 1918.
A raíz de su intensa actividad política, fue detenida junto con su marido a los pocos días de la sublevación militar del 18 de julio de 1936. Ingresó en la Prisión Provincial de Torrero de donde pasaría al Hospital Provincial al sufrir una hemorragia interna por una úlcera. Permaneció hospitalizada hasta julio de 1937. Estando en la cárcel, y ya viuda, le retiraron la custodia de sus hijos, que estuvieron bajo el cuidado de su padre y su hermana hasta su salida de prisión.
Salió en libertad el 7 de septiembre de 1938. Una vez finalizada la Guerra civil tuvo que trabajar en el negocio familiar (una de las pastelerías de su padre) para subsistir, aunque no abandonó su actividad intelectual y se dedicó a escribir.
Falleció el 31 de julio de 1975 en Zaragoza y está enterrada en el cementerio de Torrero de la misma ciudad.

### Trayectoria política
Participó en actos de propaganda a favor de la causa republicana hasta la instauración de la Dictadura de Primo de Rivera en 1923. Tras la proclamación de la Segunda República apareció muy ligada al socialismo y formó parte de la Unión Republicana Femenina creada por Clara Campoamor en 1931. Fue la primera mujer que ocupó la vicepresidencia de la Agrupación Socialista de Zaragoza en febrero de 1933. Aunque  en principio fue incluida en la candidatura por Zaragoza por el Partido Socialista Obrero Español para las elecciones generales de 1936, y sin que se conozca el motivo, fue sustituida antes de los comicios.
Tras las elecciones de 1936, tomó parte de un mitin que tuvo lugar el 4 de marzo en el Círculo Socialista de Torrero, en el que destacó el papel entusiasta de la mujer en el triunfo electoral del Frente Popular.
El 8 de marzo de 1936 participó de manera destacada en la Semana de agitación de Zaragoza que la Asociación de Mujeres del Frente Popular organizó para celebrar la Jornada Internacional de la Mujer que culminó en una multitudinaria manifestación en pro de los derechos de la mujer, contra el fascismo y por la paz.
Encarcelada junto a su marido al iniciarse la Guerra civil en julio de 1936, permaneció en prisión (en donde se enteraría del fusilamiento de él) hasta septiembre de 1938.

### Dramaturga y novelista
Bajo el seudónimo de María Blanque, escribió la obra de teatro La escalera, sobre el estraperlo, que se representó en 1945 en el Teatro Coliseo Pompeya de Barcelona y un año después, con enorme éxito, en el Teatro Principal de Zaragoza. En 1952, en el Teatro Sans en Barcelona, estrenó una nueva obra llamada La voz lejana. Además, escribió la novela autobiográfica Una hoja en la tormenta, en la cual la hoja era ella y la tormenta la Guerra civil, aunque quedó inédita y su manuscrito desapareció.